# Popular (chanson)
Pour les articles homonymes, voir Popular.

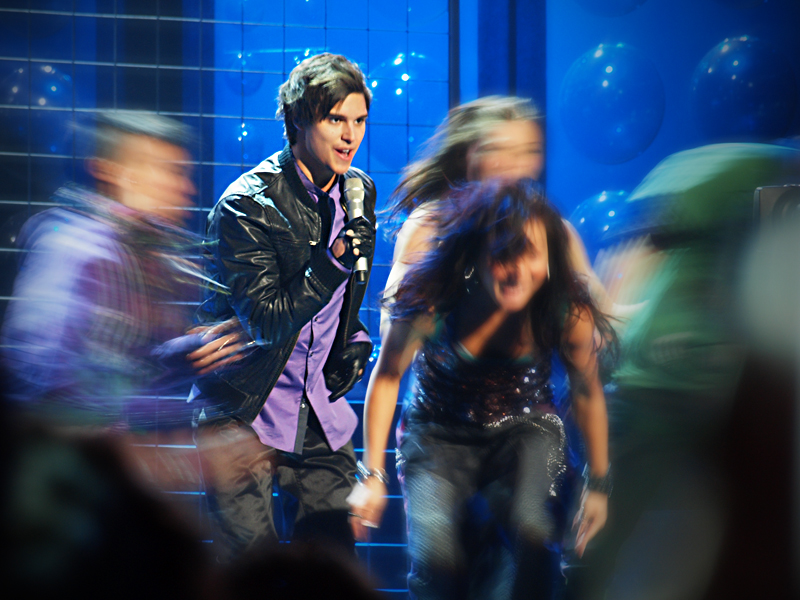
Eric Saade au Melodifestivalen 2010.

Popular, en français « populaire », composée et écrite par Frédéric Kempe, est une chanson interprétée par Eric Saade à l'occasion du Concours Eurovision de la chanson 2011, pour représenter la Suède. Les paroles, soutenues par une mélodie entraînante, racontent la soif de célébrité et d'espoir. 

L'artiste s'est classé troisième lors du concours.